# Callindra arginalis
Callindra arginalis är en fjärilsart som beskrevs av George Francis Hampson 1894. Callindra arginalis ingår i släktet Callindra och familjen björnspinnare. Inga underarter finns listade i Catalogue of Life.